# Ni Voz Ni Voto
Ni Voz Ni Voto o NvNv es una banda peruana de rock alternativo y metal alternativo que se formó en 1994 e ingresó al circuito undergound limeño a mediados de 1998.
Tiene siete discos de estudio: NvNv (2000), No Antisocial (2002), Limbo (2004), Rockstar Rebelión (2012), Antiamor (2015), Circo V.I.P. (2018) y VII (2021); un disco en vivo de edición limitada Acústico 2002 (2003), que se grabó completamente en vivo en el auditorio de la Universidad Católica contando con la intervención de un cuarteto de cuerdas, flauta y otros instrumentos de cámara y un álbum publicado únicamente en plataformas digitales llamado Demos, Maquetas y Rarezas 1996-2018 (2019).
NvNv ha participado como banda soporte de bandas internacionales como: Candlebox (US), Sabaton (Suecia), Lacuna Coil (Italia) y Sirenia (Noruega). También participó en el Sideshow del Festival Conecta en Santiago de Chile con bandas como Hamlet (España) y Deny (Argentina) y también ha compartido escenario en festivales con bandas como Slipknot (US), The Strokes (US), Interpol (banda) (US), Bullet For My Valentine (UK), Carajo (banda) (Argentina),  A.N.I.M.A.L. (Argentina) y Rekiem (Chile), Mago de Oz (España), 2 Minutos (Argentina), entre otros.

## Historia

### 1994-1999: Los inicios
NvNv se formó a mediados del año 1994, llegando a su primera formación oficial a mediados de 1998 con Walter Cobos (guitarra), Claudia Maúrtua (voz y guitarra), Pepe Pinedo (batería) (estos tres miembros fundadores de NvNv), Jorge Roeder (bajo) y Dino Gervasoni (percusión y coros). 
Durante cuatro años - desde mediados de 1994 a mediados de 1998 - NvNv trabajó para encontrar un estilo musical que los defina aplicando las diversas influencias y gustos musicales de sus integrantes; será recién en la segunda mitad de 1998 que NvNv encuentra un sonido y define un estilo en el cual los cinco integrantes sincronizan. 
Es así que la banda va tomando su propia personalidad con un rock pesado, lo que los medios de prensa denominan Nu Metal, con influencia de bandas como Deftones, Korn, Disturbed, Tool, System of a Down, etc. La primera presentación oficial de NvNv fue durante su participación en el concurso Miraflores Rock 99, en el cual de 240 bandas, NvNv quedó en el 5º puesto; a partir de esto, la banda fue convocada a diversos conciertos en Lima y así comenzó su movimiento dentro de la escena underground peruana.

### 2000-2001: NVNV
En junio del 2000 NvNv saca su primera producción autotitulada en formato casete; en el 2001 la banda edita la producción en formato CD, los temas más importantes de este álbum son "Cambios", "Ni Voz Ni Voto", "Tu Realidad" e "Insensible". El concierto más significativo de NvNv en este lapso de tiempo fue el Festival de Rock en el Estadio de la UNI ante más de 6,000 personas. Es en ese período también que la banda sufre un cambio significativo en su formación cuando Jorge Roeder decide abandonar la banda para dedicarse al jazz, lo cual obligó a la banda a entrar en un período de receso, dándose las audiciones para un reemplazante.

### 2002-2003: No Antisocial
Así es que se incorpora a NvNv Jack Bastante como nuevo bajista. NvNv se dedicó a grabar dos vídeos en el 2002 ("Cambios" e "Insensible"), ambos dirigidos por Jorge Sabana y programados en la cadena "MTV Latino", en el programa MTV Rocks. Luego viene uno de los conciertos más importantes para NvNv denominado "Radio Nacional Sale a la Calle II" ante más de 12.000 personas. Después NvNv entró en etapa de composición de los nuevos temas que formarían parte de su segunda producción, temas que se grabaron en calidad de demos en preproducción en sesiones dirigidas por Dino Gervasoni y que luego se grabaron en estudios Mushik, entre mayo y julio del 2002, también con Gervasoni al mando. El resultado fue No Antisocial, segunda producción de NvNv en donde se nota un espectro más amplio de influencias musicales desde bandas como Slipknot y System of a Down hasta el trip hop de Bjork y Portishead.
En enero del 2003 NvNv edita su primera producción acústica denominada Acústico 2002, un disco grabado en vivo durante su presentación en el Centro Cultural de la Universidad Católica en octubre del 2002, conteniendo temas de ambas producciones en versiones totalmente acústicas (algunas reelaboradas) y contando con cuarteto de cuerdas, flauta y otros instrumentos de cámara; los arreglos fueron elaborados por el compositor y arreglista peruano Antonio Gervasoni.
En mayo del 2003 Jack Bastante decide retirarse de NvNv, lo que obliga a la banda a entrar nuevamente en un proceso de audiciones para conseguir un nuevo bajista que duró alrededor de un mes, así entra a la banda Gonzalo Alfaro. En septiembre del 2003 NvNv sufre otro cambio en su formación al salir Dino Gervasoni de la banda debido a su decisión de radicar en Italia. 
En noviembre del 2003 se estrenó “Rutina", vídeo de la banda dirigido por Percy Céspedez, reconocido director de vídeos peruano, fue programado en el programa MTV Rocks de "MTV Latino". NvNv continuó sus presentaciones en vivo, que incluyen conciertos compartiendo escenarios con bandas como Rekiem de Chile y A.N.I.M.A.L. de Argentina y viajes a provincias hasta febrero de 2004 para luego dedicarse a grabar un nuevo álbum.

### 2004: Limbo
A finales del 2004 NvNv lanza su tercer disco en estudio "Limbo" bajo la dirección de Sandro García en estudios Mundo Music; "Limbo" se presentó el 27 de noviembre de 2004 en el concierto denominado Desgraciadazo y luego en el Pub La Noche de Barranco. En "Limbo" se percibe una tendencia más melódica en la voz de Claudia Maúrtua y una tendencia musical más propia alejándose de las tendencias del metal contemporáneo y acercándose más al rock alternativo y/o hard rock. De este álbum resultan canciones importantes para la banda como “Soñadores”, “Soberbia” y la misma “Limbo”.

### 2005-2008: El receso
Un tiempo después del lanzamiento de Limbo, la banda se retira de la producción y de los escenarios para dedicarse a temas familiares, retornando a escenarios a mediados del 2009.

### 2009-2014: Rockstar Rebelión
Desde el 2009, NvNv empieza el proceso de composición para un nuevo disco y desde 2010, Walter Cobos y Dino Gervasoni (de regreso en Lima) lo van trabajando. A inicios del 2012, Kenneth Quiroz, quien también es bajista de las bandas Serial Asesino, Chabelos y Conflicto Urbano ingresa como nuevo bajista a NvNv. El 14 de octubre de 2012 la banda lanza su nuevo álbum que tiene como nombre Rockstar Rebelión, con muy buena acogida en los medios y el 10 de febrero se estrena el vídeo de la canción del mismo nombre dirigido otra vez por Percy Céspedez. El vídeo de Rockstar Rebelión fue estrenado en el programa Raizonica del canal MTV Hits en abril de 2013.
El segundo sencillo del Rockstar Rebelión fue la canción “Más mentiras para el alma” y se estrenó en el canal de YouTube de la banda el 12 de mayo de 2013. El vídeo ha sido filmado y dirigido por Carol Rojas y Alejandro Cabrejos a través de su compañía productora (Carajo Films). Este segundo vídeo a diferencia del anterior es protagonizado por la misma banda en diversos conciertos recientes en donde se puede apreciar la conexión con su público y su energética performance en vivo.
El tercer sencillo fue la canción “Julieta” y se estrenó en el canal de YouTube de la banda el 15 de septiembre de 2013, con un vídeo en el que optaron por innovar en la parte visual. En el vídeo la banda convocó a la diseñadora Alessandra Guerrero para trabajar con la técnica del speed drawing en el programa Illustrator. El vídeo narra con ilustraciones la letra de la canción escrita por Walter Cobos, guitarrista del grupo, para su hija de tres años de edad. El último y cuarto sencillo del Rockstar Rebelión fue “Desidia”, dirigido nuevamente por Percy Céspedez, un vídeo muy oscuro que hace una crítica al bajo nivel de producción y contenidos televisivos en Perú.

### 2015: Antiamor y la separación
La banda termina el disco 'Antiamor' y lo presenta públicamente el 31 de mayo en un concierto autogestionado denominado "Antiamor Fest", la acogida de este y su difusión por las redes sociales fue un éxito. De este disco a la fecha se han lanzado dos singles, "Antiamor" y "Equivocado", ambas canciones con su respectivo video de relativo bajo costo comparado con sus producciones audiovisuales anteriores.
A inicios de octubre de 2015, la banda y Kenneth Quiroz deciden de mutuo acuerdo separarse por temas personales y profesionales según el comunicado de NvNv; así al bajo entra nuevamente Gonzalo Alfaro de manera temporal ya que en diciembre tiene planeado viajar a Francia a radicar, entrando Javier Figueroa (exalumno de Gonzalo) al bajo desde inicios del 2016.

### 2016: Alta Tensión y el regreso
En abril de 2016 la banda presentó la primera entrega de "Alta Tensión”, un documental de tres partes que cuenta el camino que ha recorrido la banda desde su creación, en 1994, a través de testimonios de sus integrantes y de las personas que han sido testigos de su evolución.
Para esto, además de diversas entrevistas, se hizo un uso de extenso material de archivo, como vídeos sacados de formatos como vhs, mini dv’s, hi8 y otros soportes antiguos de conciertos, sesiones de grabación y otros momentos importantes de la banda. El documental completo dura aproximadamente 50 minutos dividido en 3 capítulos.  El primer capítulo se centra en presenta de manera cronológica el desarrollo de Ni Voz Ni Voto en cuanto a sus integrantes desde sus inicios en 1994 y hasta el 2016, el segundo capítulo en la discografía, el tercero finalmente en los vídeos musicales.

### 2018: Circo V.I.P.
La banda presentó su nuevo disco en estudio "Circo V.I.P." (sexto disco) el 15 de septiembre de 2018 en la discoteca The Blood. El primer sencillo de este disco también se llama Circo V.I.P. y fue estrenado previamente al lanzamiento del disco, el 5 de agosto de 2018, con un video realizado por Carajo Films bajo la dirección de Carol Rojas y cuenta con la participación de Michelle Gereda, bailarina miembro del elenco del Ballet Nacional. Luego publicaron su segundo sencillo con el video del tema La Leyenda del Cerdo y el Buitre con escenas de la banda en vivo.

### 2021: VII
Contiene los sencillos previamente lanzados como "La Cantante", "Rockstar (feat. Django)", "Imparable", "2 + 2 (feat. PLEITØ )" y la canción tributo a Kenneth Quiroz, Ángel Sin Alas. Este disco muestra la constante evolución de la banda hacia sonidos y ritmos contemporáneos (trap, rap, synthpop) sin perder la esencia lírica y su dinámica musical de siempre.

## Temática de las letras
Sus letras se caracterizan por tratar temas como conflictos internos en las personas, la lucha interna con el hecho de aceptarse como uno es, la depresión, las peleas y discusiones personales, etc. Normalmente las letras de Claudia Maúrtua tienden a ser más ambiguas y dirigidas a terceros cuando las letras de Walter Cobos en general tratan de temas personales.

## Discografía
Estudio
- NvNv (2000)

- No Antisocial (2002)
- Limbo (2004)

- Rockstar Rebelión (2012)
- Antiamor  (2015)
- Circo V.I.P. (2018)
- Demos, maquetas y rarezas (2019)
- VII (2021)

En vivo
- Acústico 2002 (2003)

Participaciones en tributos
- Tributo a Leusemia - 1983-2003 con "El asesino de la ilusión" (2003)
- Tributo a Soda Stereo: Hecho en Perú con "Prófugos" (2004)

Participaciones en compilatorios/recopilatorios
- Acidez - Revista Caleta con "Cambios" (2000)
- Sub-Amerika en el aire - Mundano Records con "Esperando" (2001)
- Caleta Finale - Revista Caleta con "Paredes (Demo)" (2002)
- Hecho en el Perú - Programa de Radio Cantogrande con "Rutina" (2002)
- Venus Ataca - Revista 69 con "Sin Sentido" (2003)
- Insomnio Acústicos - Vol.1 con "Rutina" (2003)
- Insomnio Acústicos - Vol.3 con "Para Ayudarte" (2003)

Participaciones en series de TV y documentales
- Misterio de Aldo Miyashiro - Frecuencia Latina - con "Soñadores", "Soberbia" y "Abre los Ojos". (2005)

## Integrantes
Actuales
- Claudia Maúrtua - Voz/Guitarra
- Walter Cobos - Guitarra
- Pepe Pinedo - Batería
- Javier Figueroa - Bajo

Pasados
- Jorge Roeder - Bajo en NvNv
- Dino Gervasoni - Percusión en NvNv y No Antisocial
- Jack Bastante - Bajo en No Antisocial
- Gonzalo Alfaro - Bajo en Limbo
- Kenneth Quiroz † - Bajo en Rockstar Rebelión y Antiamor